# Saint-Bernard (Ain)
Saint-Bernard ist eine französische Gemeinde mit 1.544 Einwohnern (Stand 1. Januar 2022) im Département Ain in der Region Auvergne-Rhône-Alpes. Sie gehört zum Kanton Trévoux im Arrondissement Bourg-en-Bresse und ist Mitglied im Gemeindeverband Dombes Saône Vallée.

## Geographie

### Lage
Saint-Bernard ist die westlichste Gemeinde des Départements Ain. Sie liegt auf 185 m, etwa 48 Kilometer südwestlich der Präfektur Bourg-en-Bresse, 22 Kilometer nordnordwestlich von Lyon und 41 Kilometer südlich der Stadt Mâcon (Luftlinie). Das Dorf liegt in der Südwestecke des Département Ain in einer Flussbiegung der Saône. Nachbargemeinden von Saint-Bernard sind Jassans-Riottier im Norden, Saint-Didier-de-Formans und Trévoux im Osten, Ambérieux im Süden sowie Anse im Westen und Nordwesten.

### Topographie

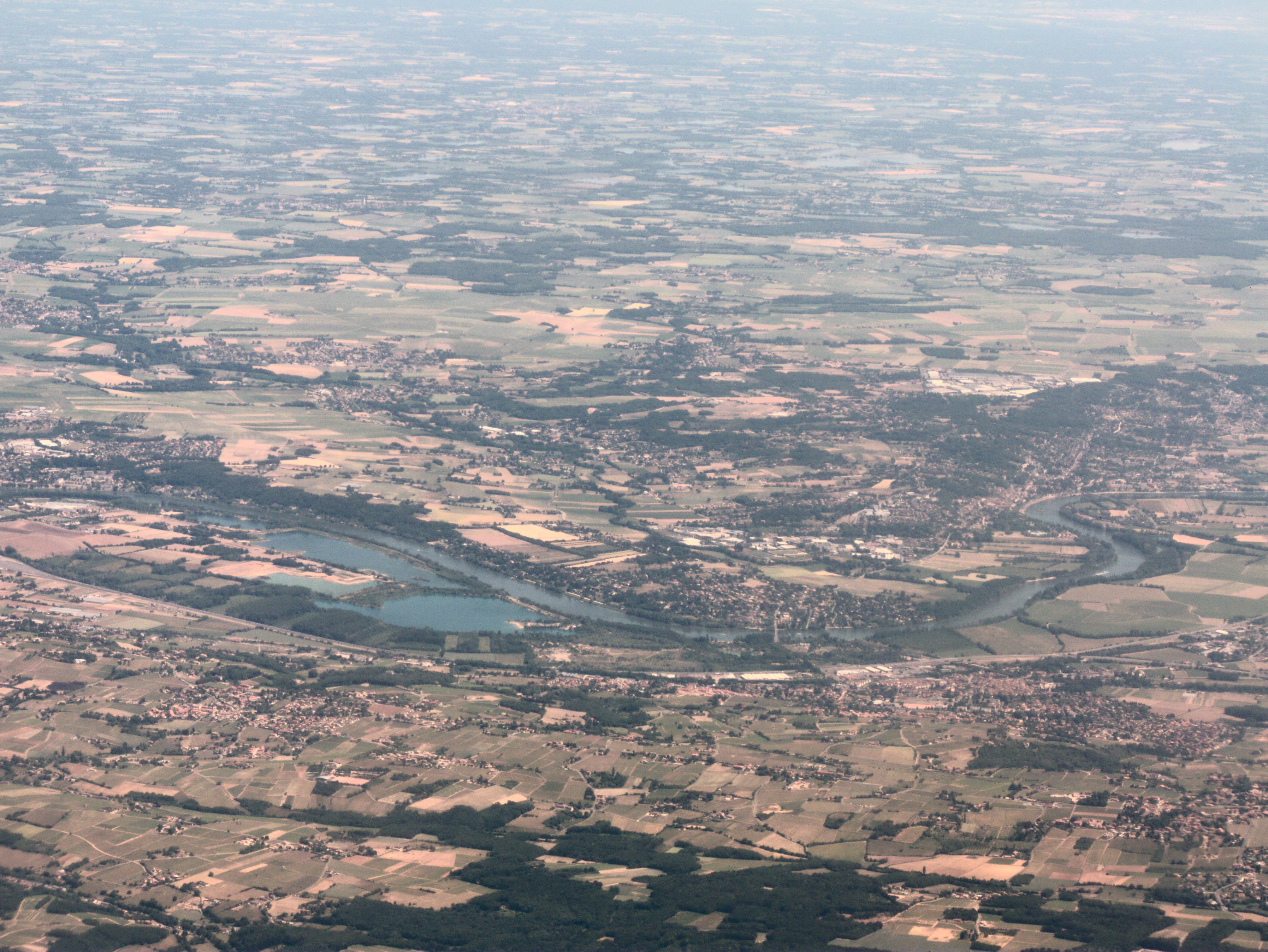
Luftbild von Saint-Bernard und Umgebung mit Blickrichtung Osten

Die Fläche des 3,15 km² großen Gemeindegebiets umfasst einen Abschnitt des linken und östlichen Saône-Ufers auf der Innenseite einer Flussbiegung. Die Saône umfließt die Gemeinde im Nordwesten, Westen und Süden, und ihre Mittellinie definiert die Gemeinde- und Départementsgrenze zum Département Rhône. Im Osten begrenzt der Bach Formans das Gemeindegebiet und formt einen kleinen Taleinschnitt. Dazwischen liegt eine Flussterrasse, deren Plateau beginnend auf 170 m bei der Flussbiegung in Richtung Nordosten allmählich ansteigt und so auf 198 m die höchste Erhebung von Saint-Bernard erreicht. Ursprünglich gliederte sich das Dorf in zwei Teile, den Ortskern mit Dorfkirche und Schloss in der Nähe der Brücke über die Saône und im Norden La Bruyère auf der Flussterrasse. Heute ist das Siedlungsgebiet vorwiegend durch die in der zweiten Hälfte des 20. Jahrhunderts vorangetriebene Bebauung mit Einfamilienhäusern geprägt und macht den größten Anteil der Bodennutzung (46 %) aus, gefolgt von Feldern (15 %) und sonstigen Flächen mit landwirtschaftlicher Nutzung (25 %). Die zu Saint-Bernard gehörende Flussseite der breiten, schiffbaren Saône macht weitere 12 % der Gemeindefläche aus.

## Geschichte
Zahlreiche über das Gemeindegebiet verstreute Einzelfunde weisen auf eine kontinuierliche Besiedelung seit der späten Bronzezeit hin. In der Ebene nordöstlich von La Bruyere legten Ausgrabungen 1862 außerdem insgesamt 41 Tumuli aus verschiedenen Epochen frei, deren Grabbeigaben vorwiegend aus der Hallstattzeit stammen.
Der Ortsname verehrt den Hl. Barnard von Vienne und erscheint erstmals 1243 in den Urkunden als Sanctus Bernardus. Die hochmittelalterlichen Ursprünge sind jedoch älter, so wurde das Frauenpriorat in La Bruyère im 9. Jahrhundert gegründet, vermutlich durch ein Mitglied der Familie des Barnard von Vienne. Der es umgebende Ort wurde 1176 erstmals als Bruieria erwähnt. Das Priorat unterstand der von Barnard von Vienne gegründeten Abtei von Ambronay und übernahm von ihr gleichfalls die Benedikt-Regel und das Patronat der Maria. Die Pfarrei Saint-Bernard wurde 994 von Mönchen aus Romans gegründet, im 11. Jahrhundert wurde eine Pfarrkirche errichtet, von der sich Teile im heutigen Gebäude erhalten haben.
Saint-Bernard war zu dieser Zeit ein befestigter Herrschaftssitz unter den Palatins de Riottiers. Diese vermachten den Besitz 1250 an die Herren von Beaujeu, die ihn wenige Jahre später unter die Oberhoheit des Erzbistums von Lyon stellten. Dadurch wurde Saint-Bernard zusammen mit den übrigen kirchlichen Besitztümern am linken Saône-Ufer später ein Teil des Franc-Lyonnais, eine mit außergewöhnlichen Steuerprivilegien und Immunität gegenüber dem französischen König ausgestattete Provinz. Das Priorat in La Bruyère wechselte im 17. und 18. Jahrhundert zweimal die Mutterabtei und wurde 1752 aufgelöst.

## Bevölkerung
| Jahr                       | 1962 | 1968 | 1975 | 1982 | 1990 | 1999 | 2006 | 2013 | 2021 |
| -------------------------- | ---- | ---- | ---- | ---- | ---- | ---- | ---- | ---- | ---- |
| Einwohner                  | 253  | 362  | 488  | 705  | 872  | 1282 | 1358 | 1406 | 1497 |
| Quellen: Cassini und INSEE |      |      |      |      |      |      |      |      |      |

Mit 1544 Einwohnern (Stand 1. Januar 2022) gehört Saint-Bernard zu den kleineren Gemeinden des Départements Ain. Nachdem die Einwohnerzahl im 19. Jahrhundert bei etwa 300 lag und nur geringe Schwankungen zeigte, gab es Anfang des 20. Jahrhunderts zunächst eine leichte Abnahme. Im letzten Drittel des 20. Jahrhunderts setzte eine massive Bevölkerungszunahme ein, die bis heute anhält. Die Ortsbewohner von Saint-Bernard heißen auf Französisch Spinosien(ne)s.

## Sehenswürdigkeiten

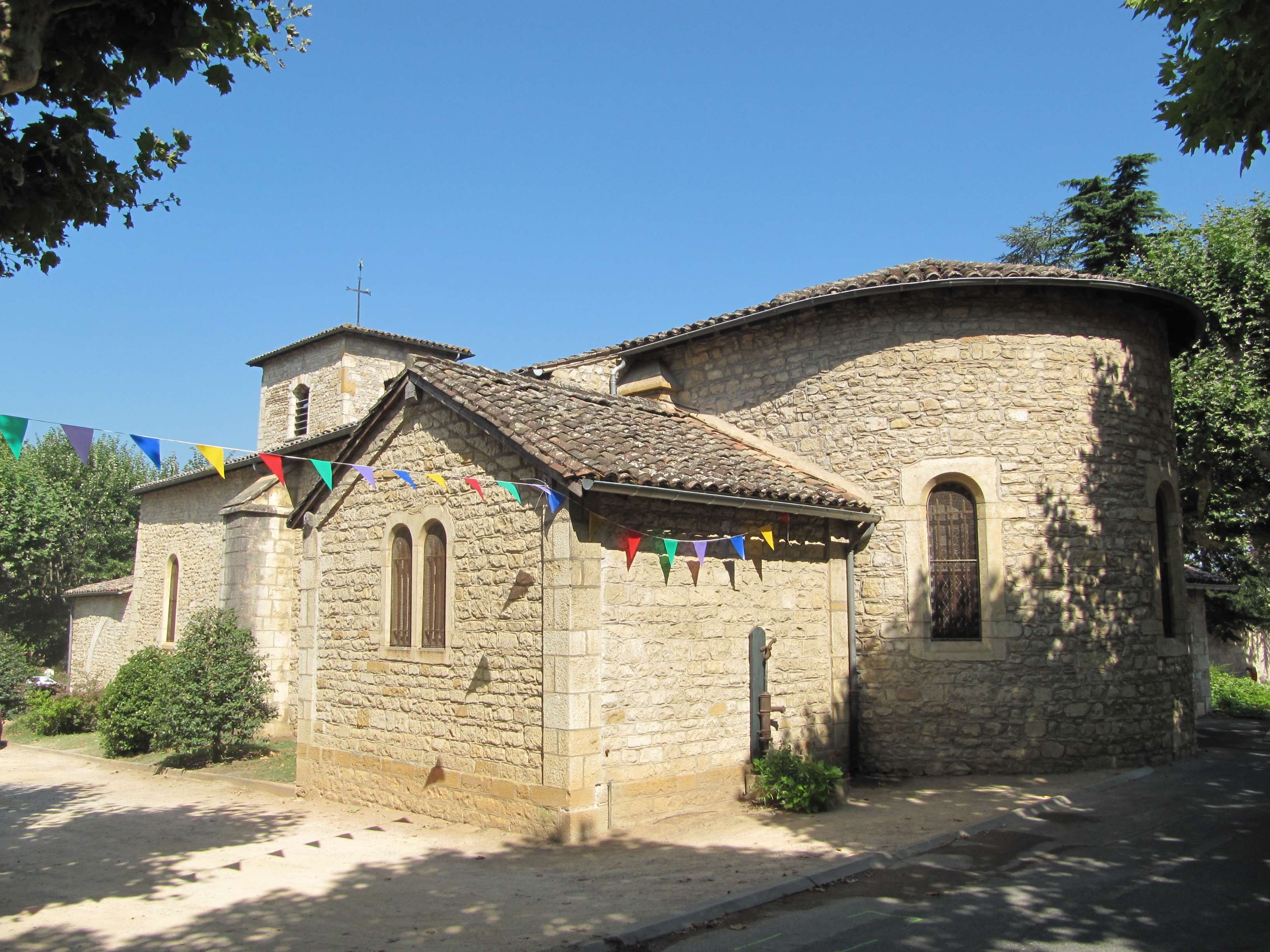
Die mittelalterliche Dorfkirche in Saint-Bernard

Die Dorfkirche in Saint-Bernard ist als monument historique eingeschrieben und geht auf die Zeit des 11. und 12. Jahrhunderts zurück, aus der einige Mauerfragmente des Westportals erhalten sind. Im 17. Jahrhundert erfolgte ein grundlegender Umbau mit Vergrößerung der Fenster, Aufsatz eines Glockenturms und Einbau eines gotischen Portals, das aus der Abtei von Romans hergeschafft wurde. Nach der Französischen Revolution mussten das Dach erneuert und der Glockenturm rekonstruiert werden. Ende des 19. Jahrhunderts wurde der Chor erweitert, zwei Sakristeien angebaut und der Friedhof verlegt. Der einschiffige Kirchbau gliedert sich in ein Langhaus mit drei Jochen und einen durch einen Schwibbogen abgetrennten Chor. Dieser besitzt mit ein mit Kreuzrippengewölbe überdecktes Joch und eine Apsis mit rundem Chorabschluss. Das Mauerwerk besteht aus Bruchsteinen, Ecken und Strebepfeiler aus gehauenem Stein.

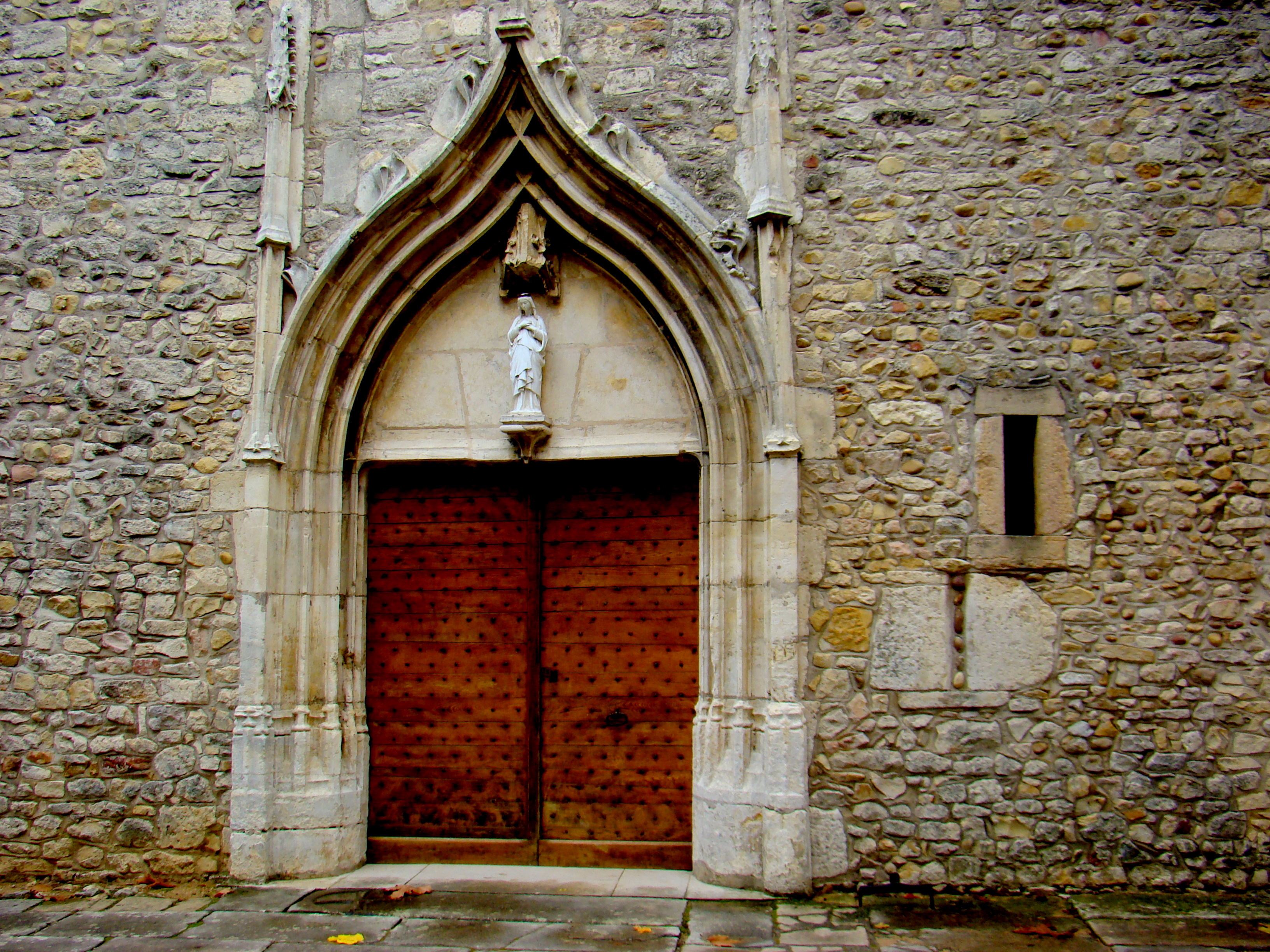
Hauptpforte der Kirche von Saint-Bernard

Das Priorat in La Bruyere besteht heute aus einem Gebäude, dessen Flügel sich auf einem U-förmigen Grundriss um einen zentralen Innenhof gruppieren. Es ist von einem Garten und zur Saône hin von einer Freiterrasse umgeben. Die ältesten erhaltenen Teile sind eine Galerie des ehemaligen Kreuzgangs aus der ersten Hälfte des 12. Jahrhunderts sowie die Vorhalle der Saint-Roch-Kapelle aus dem 13. Jahrhundert, die für die Dorfbewohner reserviert war. Die Hauptgebäude stammen aus dem 16. und 17. Jahrhundert. Nach der Auflösung des Priorats 1752 wurde der Gebäudekomplex verkauft, teilweise restauriert und im 19. Jahrhundert zu einem Gehöft umgebaut, indem Stallungen, Heuboden und weitere Schuppen hinzugefügt wurden.

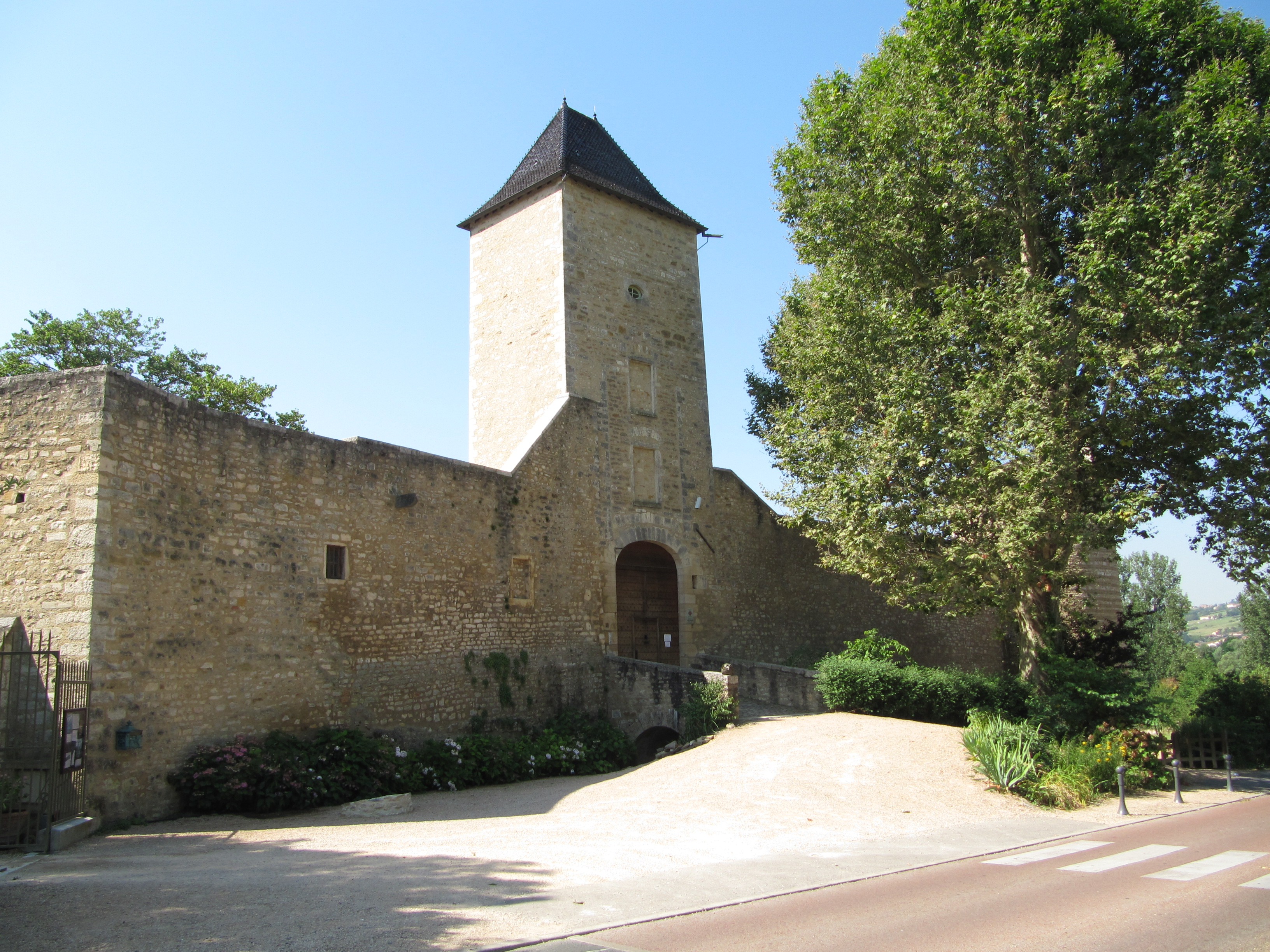
Wehrturm der Burg von Saint-Bernard

Die als monument historique klassifizierte Burg von Saint-Bernard im Ortsteil Au Bourguignon geht auf die Zeit zwischen dem 13. und dem Anfang des 14. Jahrhunderts zurück. Ende des 14. Jahrhunderts während der Kämpfe zwischen den Grafen von Savoyen und den französischen Truppen wurde die Burg mehrfach belagert und eingenommen. Von 1599 bis 1801 war es im Besitz einer Familie Covet, die die Gebäude Anfang des 17. Jahrhunderts umbauen ließ. Während der Französischen Revolution wurde die Burg erst zwangsverwaltet, dann in Brand gesetzt und ein Teil der Türme abgerissen. Im 19. und 20. Jahrhundert wechselte es mehrfach den Besitzer und gehörte von 1923 bis 1948 der Familie von Suzanne Valadon. Die aus Bruchsteinmauern errichtete Burg besitzt noch heute ihre wesentlichen Elemente der Befestigung: fünfstöckiger Donjon, viereckiger Wehrturm über der Hauptpforte und die Ringmauer mit zwei runden Ecktürmen.

## Wirtschaft und Infrastruktur
Saint-Bernard war bis weit ins 20. Jahrhundert hinein ein vorwiegend durch die Landwirtschaft geprägtes Dorf, und noch heute sind landwirtschaftlich genutzte Flächen über den Gemeindeboden versprengt, die zusammen etwa 40 % ausmachen. Daneben gibt es verschiedene Betriebe des lokalen Kleingewerbes. Mittlerweile hat sich das Dorf auch zu einer Wohngemeinde entwickelt. Viele Erwerbstätige sind Wegpendler, die in den größeren Ortschaften der Umgebung, vor allem im Großraum Lyon, ihrer Arbeit nachgehen.
Die Ortschaft liegt abseits der größeren Durchgangsstraßen an einer Departementsstraße, die von Trévoux über eine Saône-Brücke nach Anse führt. Eine weitere Straßenverbindung besteht mit Saint-Didier-de-Formans. Der nächste Autobahnanschluss an die A6 befindet sich in rund 7 km Entfernung nahe der Stadt Villefranche-sur-Saône, in der auch der nächste Bahnhof liegt. Als Flughafen in der Region kommt Lyon-St-Exupéry (46 km) in Frage.

### Bildung
In Saint-Bernard befindet sich eine staatliche école primaire (Grundschule mit eingegliederter Vorschule).